# Kurucz Éva
Kurucz Éva  (Budapest, 1977. május 30.), magyar újságíró, tanár, 2014 júniusától 2015. január 31-ig kormányszóvivő.

## Élete
Középiskolai tanulmányai után a Szegedi Tudományegyetemet végezte el, ahol magyar-finnugor nyelvészet szakon diplomázott; később emellé kommunikáció szakos, valamint német nyelvtanári főiskolai diplomát is szerzett. Egy időben magyar-német szakos tanárként tevékenykedett, majd dolgozott a Lánchíd Rádiónál is.
2002. decemberében került az akkor induló Hír TV-hez műsorvezetőnek, ezt követően több mint tíz éven keresztül dolgozott a csatorna munkatársaként. A televíziónál elsősorban kulturális újságíróként tevékenykedett – évekig vezette a Különkiadás című műsort –, de vezette az Irányadó című gazdasági magazinműsort is, 2006-tól pedig a Reggeli járat című kétórás közéleti, információs magazin vezetője volt.
A 2014-es magyarországi országgyűlési választás után, 2014 júniusában kapott felkérést a kormányszóvivő tisztség elvállalására, amit elfogadott; a poszton Giró-Szász Andrást váltotta. Megbízatásáról azt nyilatkozta, hogy azért vállalta el, mert a „kommunikációs szakma csúcsának tartja”, illetve „olyan kihívásnak és feladatnak, amire nem lehet nemet mondani”; egyúttal kifejtette, hogy mindaz, amit ő személy szerint a világról gondolok, összhangban van azzal, amit a kormány képvisel.
2015. január végén, családi okokra hivatkozva mondott le kormányszóvivői tisztségéről, lemondását Orbán Viktor miniszterelnök elfogadta.